# Opposition périhélique

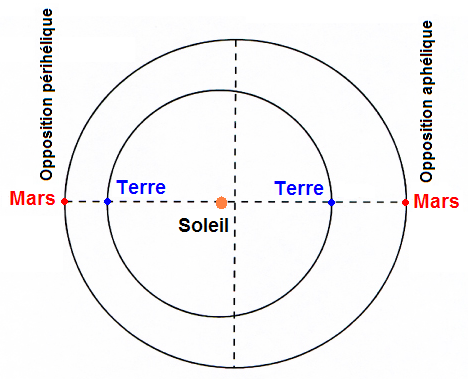
Schéma présentant les oppositions périhélique et aphélique de la Terre et de Mars.

On dit que deux corps célestes du système solaire sont en opposition périhélique lorsque tous deux sont simultanément au périhélie de leur orbite en alignement parfait avec le Soleil. Il en résulte que la distance entre ces deux corps célestes est alors minimale. Il s'agit d'un cas particulier d'opposition.

## Terre et Mars
Les oppositions Terre-Mars sont remarquables, car Mars possède une orbite excentrique marquée. Selon la position de Mars sur son orbite lors de l’opposition, la distance Terre-Mars, varie d’un facteur deux, environ. Lorsque la distance Terre-Mars est minimale, on parle d’opposition périhélique (cette opposition a lieu tous les 15 ans) dans le cas contraire, on parle d'opposition aphélique. 